# Пустозеро
Пустозеро — озеро на территории Чернопорожского сельского поселения Сегежского района Республики Карелии.

## Общие сведения
Площадь озера — 1 км². Располагается на высоте 118,2 метров над уровнем моря.
Форма озера продолговатая: оно вытянуто с северо-запада на юго-восток. Берега каменисто-песчаные, преимущественно возвышенные.
Пустозеро протокой соединяется с озером Идель, через которое протекает река Идель, впадающая в реку Нижний Выг.
Вдоль северо-восточного берега Пустозера проходит трасса А137 («Р21 („Кола“) — Тикша — Ледмозеро — Костомукша — граница с Финляндской Республикой»). Вдоль юго-западного берега проходит линия железной дороги Кочкома — Ледмозеро.
Код объекта в государственном водном реестре — 02020001311102000008494.

## Панорама

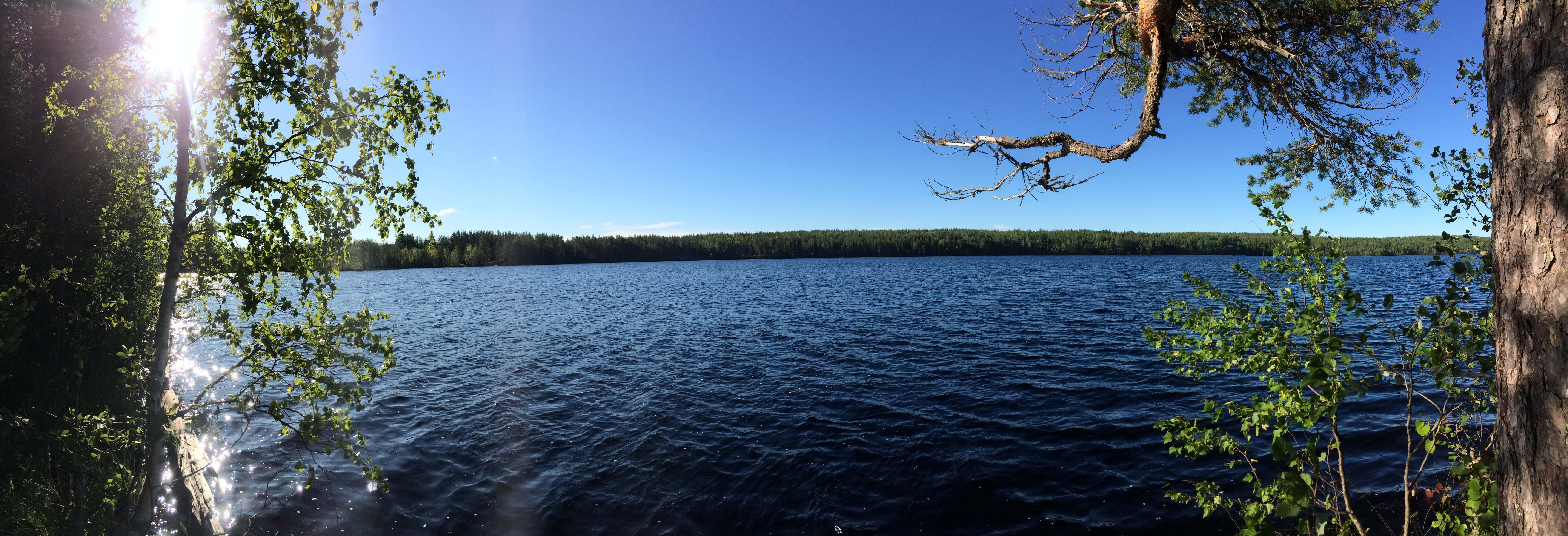
Панорама